# اروی (خواننده)
اروی (تلفظ می‌شود:اروا) ۲۱ ژوئیهٔ ۱۹۸۲ خواننده یمنی متولد در کویت است.
او در سال ۱۹۸۶ میلادی جهت تحصیل در رشته مهندسی معماری به قاهره نقل مکان کرد. او از سن ۱۲ سالگی به خوانندگی روی آورد و تا کنون ۴ آلبوم منتشر کرده‌است.
از آنجا که او در واقع از اهالی استان حضرموت در جنوب یمن به‌شمار می‌رود، همیشه تلاش کرده‌است که در جهت معرفی موسیقی حضرموتی تلاش کند. اولین ترانه اروی، آهنگ حضرموتی «کما الریشه» (به فارسی: مانند پر) بود که قبل از او توسط ابوبکر سالم اجرا شده بود.